# Piotr Bies
Piotr Bies (ur. 30 stycznia 1961 w Rabce-Zdroju) – polski rzeźbiarz, twórca instalacji, nauczyciel rzeźby i podstaw projektowania w ZSP im. Kenara w Zakopanem, autor sztuk teatralnych, poeta i prozaik; członek grupy "Aaltana" .
Absolwent PLSP im A. Kenara w Zakopanem (1981). Absolwent Wydziału Rzeźby i Katedry Tkaniny Artystycznej ASP w Krakowie wl. 1981-1986. Dyplom obronił w pracowni prof. Antoniego Hajdeckiego. Ukończył również studia podyplomowe na Wydziale Edukacji Artystycznej ASP w Poznaniu. W l. 90. kilkakrotnie wyjeżdżał do Anglii i Szkocji w ramach stypendiów fundowanych przez The Prince's Trust i The British Council. Artysta zajmuje się rzeźbą, instalacją, tkaniną artystyczną i książką unikatową. Członek Związku Polskich Artystów Plastyków. Córka Dobrawa Bies (ur. 1988).
W marcu 2013 r. w Galerii Strug w ZSP im. A. Kenara w Zakopanem, odbyła się premiera spektaklu zakopiańskiej Sceny A2 pt: „Ulice Jerozolimy”; autorstwa artysty, poświęcona himalaiście Maciejowi Berbece (1954-2013).
Piotr Bies został odznaczony 10 grudnia 2023 r. w Przemyślu brązowy Medalem „Zasłużony Kulturze Gloria Artis” przez marszałka Marka Kuchcińskiego z nadania Ministra Kultury i Dziedzictwa Narodowego prof. Piotra Glińskiego ,,za zasługi w dziedzinie twórczości''.
Ważniejsze wystawy indywidualne (do 2001):
- 1991 - Ojczyzna" - SYT. Andrews Crawford Arts centre, Szkocja
- 1992:
  - "Muzeum dla wszystkich" Galeria Pryzmat, Kraków
  - Galeria Jatki, Nowy Targ
- 1995 - "Panopticum" - Warszawa Galeria Krytyków - Pokaz, Zakopane
- 1996 - Galeria Międzynarodowego Centrum Kultury, Kraków
- 1997 - "Wechikuł czasu " Instytut Polski, Sofia, Bułgaria
- 1998 - Galeria rzeźby, Warszawa
- 1999:
  - Centrum Rzeźby Polskiej, Orońsko
  - "Relikwiarze" Galeria dziennika Polskiego, Kraków
- 2001: 
  - "Finis mundi" Galeria Pryzmat, Kraków
  - Galeria Jatki, Nowy Targ
  - Mała galeria, Nowy Sącz[7]

Nagrody (do 2005):
- 1986 - II nagroda za tkaninę „Ziemia i ludzie”, Zakopane
- 2000:
  - II nagroda za rzeźbę, Gorzów Wielkopolski
  - Nagroda Jury, 6 edycja "Sztuki Książki"
- 2005:
  - Grand prix Międzynarodowego Konkursu Rzeźby w Śniegu, Elbląg
  - II nagroda za sztukę radiową w konkursie pr. II PR i miesięcznika "Zwierciadło"